# كلية القانون (جامعة بغداد)
كلية القانون إحدى كليات جامعة بغداد، أسست في عام 1908 قبل تأسيس الدولة العراقية الحديثة عام 1921. وتعد أول مؤسسة تعليم عالٍ في العراق والتي شكلت مع كليات أخرى - مثل دار المعلمين العالية نواةً لتأسيس جامعة بغداد.
افتتح المدرسة الوالي العثماني ناظم باشا والي بغداد في يوم الثلاثاء 1 أيلول 1908 والذي يوافق عيد جلوس السلطان عبد الحميد الثاني على عرش الدولة العثمانية، وأقيم حفل الافتتاح عصر يوم الثلاثاء، وحضرها كبار الموظفين وأركان الجيش ووجهاء البلد وألقيت الخطب بالمناسبة وكان من الخطباء السيد جميل صدقي الزهاوي، وبذلك فقد أصبحت مدرسة الحقوق في بغداد واحدة من أربع مدارس للحقوق في البلاد العثمانية فكانت الأولى في العاصمة إسطنبول والثانية في سلانيك والثالثة في قونية والرابعة في بغداد، وكانت كتب الدراسة موضوعة باللغة التركية العثمانية ومن الكتب التي يدرسها طلاب الحقوق في إسطنبول شرح مجلة الأحكام العدلية لعلي حيدر وقانون العقوبات وحقوق الدول وقانون التجارة البحرية.